# Elizabeth Tudor
Elizabeth Tudor   (Bakú, 26 de juliol de 1978) pseudònim de Lala Hassenberg, és una escriptora de ciència-ficció àzeri. El 2008, ja era l'autora de 18 novel·les publicades en rus.

## Biografia
És membre de la Federació Internacional d'Escriptors de Parla Russa i la Unió d'Escriptors d'Azerbaidjan, així com d'associacions internacionals d'escriptors com The New Contemporary, Broad Universe i el Gremi d'Autors.
Es llicencià en la Facultat de Dret de la Universitat Internacional d'Azerbaidjan, també en la Universitat Internacional de Florida i l'Escola de Dret de la Universitat de Miami.
Comença a escriure al 1994, en la varietat de ciència-ficció i s'ha dedicat completament a l'obra literària des del 1998.
Publicà la primera novel·la al 2001, La Guerra dels Temps. El 2002 Tudor entrà en la Unió d'Escriptors d'Azerbaidjan. En el mateix any, publica els seus dos nous llibres: Triats dels cels i Assassí Xuclacabra.
El 2003, publica la novel·la historicofantàstica El secret del Caspi subaquàtic. El 2004 ix a la llum la seua novel·la de ciència-ficció Set enviats, dedicada a la memòria de Walter Scott. El 2005, en publica dos més: Exilis de cels i Mestres dels cels.
El 2007, la seua novel·la de ciència-ficció, Col·lisió, la dedicada al governador de Califòrnia Arnold Schwarzenegger. En el mateix any publica la col·lecció d'històries L'ombra dels segles.
La seua sèrie de novel·les Saros de fantasia històrica constarà de 13 volums.

## Obres

### Novel·les
- «Война времен» (2001) (La Guerra dels Temps)
- «Избранники небес» (2002) (Triats dels cels)
- «Тайны подводного Каспия» (2004) (Secrets del Caspi subaquàtic)
- «Семь посланников» (2004) (Set enviats)
- «Изгнанники небес» (2005) (Exilis dels cels)
- «Повелители небес» (2005) (Mestres dels cels)
- «Коллизия» (2007) (Col·lisió)
- Сарос. «Кевин Коннор» (2009) (Saros: Kevin Connor)
- Сарос. «Аарон Шмуэль» (2009) (Saros: Aaron Shmuel)
- Сарос. «Барак Келлерман» (2011) (Saros: Barak Kellerman)
- Сарос. «Борис Гроссман» (2013) (Saros: Boris Grossman)
- Сарос. «Аббас Алекперов» (2014) (Saros: Abbas Alakbarov)[3]

### Novel·les curtes
- «Черная смерть в белую зиму»
- «Ложь, предательство и месть»
- «Тень веков» (2007) (L'ombra dels segles)

### Contes
- «Убийца Чупакабра» (2002) (Assassí Xuclacabra)
- «Если наступит завтра…»
- «Захватчики миров»
- «Горячий капучино» (Capuccino calent)
- «Эльютера — остров грез»
- «Время, взятое взаймы»
- «Человек-шок»
- «Интеллигент-убийца»
- «Убийца времени»
- «Сон во сне»
- «Воришка Бен»
- «Заключенный 1333» (2008) (Presoner 1333)